# Бережана
 Бережана  — деревня в Кирово-Чепецком районе Кировской области в составе Бурмакинского сельского поселения.

## География
Расположена на расстоянии примерно 5 км на запад по прямой от центра поселения села Бурмакино на левом берегу реки Быстрица.

## История
Известна с 1802 года как починок Чураковский с 3 дворами. В 1873 в починке (Чураковский или Бережанский) дворов 8 и жителей 64, в 1905 (деревня Чураковского или Бережана) 12 и 104, в 1926 (Бережане или Чураковский) 22 и 116, в 1950 15 и 98, в 1989 6 жителей. Настоящее название утвердилось с 1978 года.

## Население
Постоянное население составляло 3 человека (русские 100%) в 2002 году, 18 в 2010.